# Falling in Reverse
Falling in Reverse é uma banda de rock americana formada no ano de 2008 em Las Vegas, Nevada. A banda é liderada pelo vocalista e fundador Ronnie Radke, que anteriormente dividia a liderança com o guitarrista Derek Jones. 
Lançaram seu álbum de estreia "The Drug in Me Is You" em 26 de julho de 2011, que chegou ao número #19 na Billboard 200, vendendo 18 mil cópias em sua primeira semana de vendas. "Raised by Wolves", "The Drug in Me Is You", "I'm Not A Vampire" e "Good Girls, Bad Guys" foram lançados como singles para promover o álbum. Seu segundo álbum, Fashionably Late foi muito criticado pelos seus fãs por ter adotado um estilo diferente do seu álbum antecessor. O álbum contém algumas partes de rap, aproximando-se de um novo estilo: o rapcore.. Foi lançado oficialmente em 18 de junho de 2013, que chegou ao número #17 na Billboard 200, vendendo 20 mil cópias em sua primeira semana de vendas. "Alone", "Fashionably Late" e "Born to Lead" foram lançados como singles para promover o álbum. Em Fevereiro de 2015 a banda lançou seu novo álbum "Just Like You", primeiramente no site da Epitaph Records, e logo depois, o álbum foi lançado em DVD e ainda com uma Deluxe Edition.

## História

### 2006-2010:Início da Banda
Em 2006, o vocalista Ronnie Radke estava envolvido em uma briga, em Las Vegas, que resultou no tiroteio fatal de Michael Cook de 18 anos. Apesar de Radke não ter atirado em Cook ele foi indiciado sob a acusação de bateria. Estas acusações combinando com os problemas do passado com drogas e reabilitação, levou a uma pena de cinco anos de liberdade condicional. Após não informar ao seu oficial de liberdade condicional ele foi preso em junho de 2008 e condenado a dois anos de prisão. A partir do final de 2006 Ronnie já estava a criar sua nova banda, ele era ainda membro do Escape the Fate na época, os membros da banda tentaram se reconciliar com Radke, mas ele não estava interessado em voltar em termos amigáveis com eles depois de ser traído e chutado. Então assim sendo expulso oficialmente do Escape the Fate em 2008. Durante seu tempo na prisão, Radke formou uma nova banda chamada "From Behind These Walls" que logo foi renomeada para "Falling in Reverse" devido a uma violação de direitos autorais. Em 2009 ainda com Radke na prisão chegaram a lançar uma demo, devido aos contatos com vários músicos que Radke tinha. A formação original consistia de Ronnie Radke e o baixista Nason Schoeffler, que ajudou a encontrar o guitarrista Jacky Vincent e o guitarrista Derek Jones. A banda passou por testar alguns bateristas, estiveram Nick Rich mais tarde substituído por Scott Gee como membros oficiais, antes de encontrar o baterista Ryan Seaman. Schoeffler saiu da banda em abril de 2011 e foi substituído por Mika Horiuchi que mais tarde foi expulso da banda após criar problemas com Radke.

### 2010-2012:The Drug in Me Is Youe contrato de gravação

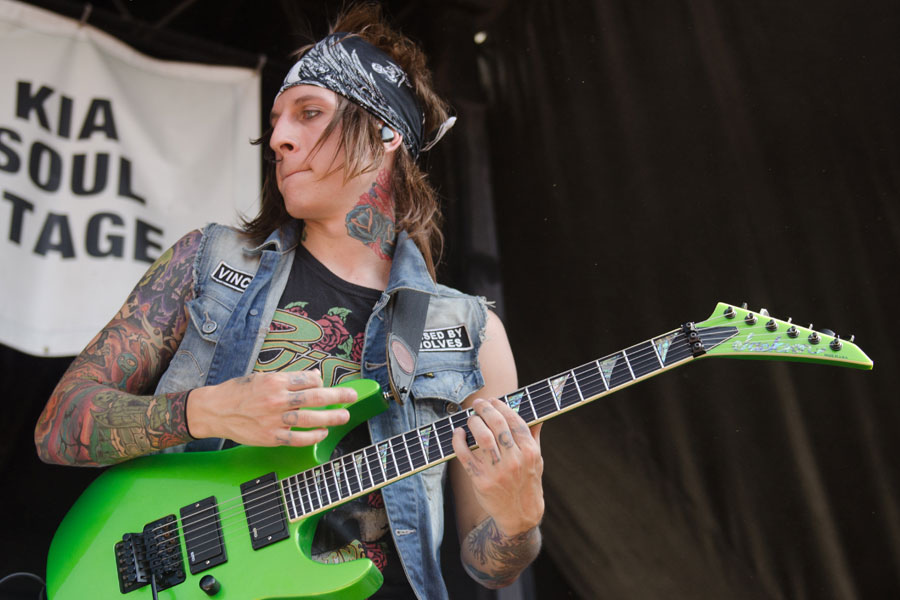
O guitarrista Jacky Vincent tocando na Warped Tour 2012

Em janeiro de 2010, a banda começou a gravar seu álbum de estreia. A banda confirmou que o amigo de Radke, Michael Baskette, que já trabalhou com ele ainda no Escape the Fate em seu álbum Dying Is Your Latest Fashion, iria produzir o álbum. Mais tarde logo foi confirmado que a banda assinou com a Epitaph Records, antiga gravadora Radke com Escape the Fate, e iria lançar seu álbum de estreia em 2011. O álbum foi intitulado logo The Drug in Me Is You e foi programado para ser lançado em 26 de julho de 2011, também foi lançado um trailer do álbum em 7 de junho de 2011. A lista de faixas com 11 canções foi lançado logo depois. Com a ajuda do produtor executivo Michael "Elvis" Baskette, com o álbum concluído em 2 de abril de 2011. O álbum gerou os singles "Raised by Wolves" e "The Drug in Me Is You". Seu primeiro video clipe para a música "The Drug in Me Is You" foi lançado em 28 de junho de 2011, e foi anunciado pelo The New York Post, uma semana antes do lançamento do álbum. The Drug in Me Is You foi lançado nos Estados Unidos em 26 de julho de 2011 conseguindo vender 18.000 cópias em sua primeira semana no mapeamento dos EUA no número 19 na Billboard 200. Um terceiro single, "I'm Not a Vampire", foi lançado alguns meses após o lançamento do álbum juntamente a um video clipe atingindo mais de um milhão de visualizações em três dias. As canções para o álbum de estreia foram todos escritos por Radke durante sua prisão, sendo como uma autobiografia musical.
Para promover o álbum, a banda anunciou as datas de suas primeiras apresentações ao vivo, que teve lugar no final de julho, após o lançamento de seu álbum de estreia, da Califórnia até ao Texas em 24 de setembro de 2011. Esses shows foram planejados para ficar com apoio de Vampires Everywhere. No entanto, as datas de julho, foram adiadas devido a problemas com o visto de imigração do guitarrista Jacky Vincent, embora a banda expressou a intenção de fazer essas datas mais tarde. Isso significa que as primeiras performances ao vivo da banda foram na Vans Warped Tour 2011 a partir de 10 de agosto até 14 de agosto.
Após o lançamento do álbum e algumas aparições da Warped Tour 2011, a banda anunciou sua primeira turnê pelos Estados Unidos, com locais começando no Novo México, passando em torno da costa leste e concluindo em Colorado. A turnê ocorreu de setembro a outubro de 2011, com atos de apoio das bandas Eyes Set to Kill e For All Those Sleeping.
Em janeiro de 2012, a banda anunciou a expulsão de Mika Horiuchi da banda, Ronnie Radke deu esta declaração exclusiva a Alternative Press sobre o caso: "Mika não está na banda e é isso. Nada mais a dizer agora, mas fiquem sintonizadas crianças, 2012 é o nosso ano ". O Motivo de sua expulsão foi devido a Mika ter invadido seu apartamento e levado garotas para la enquanto Radke não estava. Ele não queria que os fans soubesses onde ele morava.Em janeiro de 2012, o ex-baixista de I Am Ghost, Ron Ficarro começou a tocar com a banda na "The Drug in Me Is You Tour" devido à saída de Mika Horiuchi. Mais tarde, Ronnie anunciou no palco que Ron Ficarro estava oficialmente na banda substituindo Mika. Eles tiveram sua música "Good Girls, Bad Guys" no CD da Warped Tour 2012. O vídeo clipe da música "Raised by Wolves", o primeiro single do álbum, foi lançado em 28 de fevereiro de 2012. O video clipe da música "Good Girls Bad Guys" foi lançado no dia 18 de abril de 2012.
No final de agosto Falling in Reverse anunciou uma turnê de outono / inverno atração principal chamado "The Thug in Me is You Tour", com atos de apoio das bandas Enter Shikari, I See Stars, Matt Toka e letlive. I See Stars foi banida mais tarde da turnê por envolvimento com drogas.A banda inteira foi presa por causa disso. Ronnie afirmou que não queria ter envolvimento com pessoas envolvidas com drogasRonnie afirmou que não queria ter envolvimento com pessoas envolvidas com drogas.Ve.

### 2012-2015:Fashionably Late
A partir de 2012 Falling in Reverse anunciou um segundo álbum. E aderiram ao estilo rap. Durante uma entrevista no final de 2012 para a Kerrang! Radke revelou que o álbum estaria completo e seria lançado no verão de 2013, porém não revelou seu nome. No dia 7 de maio foi lançado o primeiro single do álbum intitulado Fashionably Late, a música lançada foi "Alone", mas tarde logo no mesmo dia lançando um video clipe da música. Fashionably Late foi anunciado para ser lançado no dia 18 de Junho de 2013.
Em 13 de maio Falling in Reverse anunciou no Twitter que a banda havia cancelado algumas datas da turnê do álbum devido a Ronnie Radke estar esperando o nascimento de sua primeira filha com sua esposa Crissy Henderson. A banda declarou oficialmente no Facebook "As nossas desculpas, mas Falling in Reverse tem de cancelar o restante das datas agendadas em maio. Ronnie não será capaz de aparecer pois sua noiva está prestes a dar à luz a seu primeiro filho e ele precisa estar ao lado dela. Obrigado pela sua compreensão. Vejo vocês em breve." Também tiveram de cancelar as datas para tocar na Warped Tour. A turnê deixou a seguinte declaração sobre a decisão da banda "Falling in Reverse estão se retirando de tocar na Warped Tour deste verão. A noiva do cantor Ronnie Radke está grávida de sua primeira filha, que irá nascer em breve. Radke tomou a decisão de que é importante estar em casa com o recém-nascido neste verão. A banda deixa sinceras desculpas a todos os seus fãs que compraram ingressos".
Em 20 de maio foi lançado o segundo single do álbum com a canção "Fashionably Late". Mais tarde, em 30 de maio, a canção "Born to Lead" foi transmitido através do YouTube. O álbum inteiro foi carregado no YouTube pelo canal oficial da Epitaph Records, permitindo aos fãs ouvirem o álbum antes da data oficial de lançamento. O álbum foi lançado oficialmente em 18 de junho de 2013. Fashionably Late estreou no numero 17 na Billboard 200 e vendeu cerca de 20.000 cópias em sua primeira semana de circulação no mapeamento dos EUA. Após o cancelamento das datas para a sua turnê e a Warped Tour, Falling in Reverse celebrou o lançamento de seu segundo álbum com uma performance especial no Roxy Theatre em West Hollywood, na Califórnia, no dia 18 de junho. O set de uma hora de duração foi transmitido online e apresentado pelo Hot Topic.
Em 9 de setembro, Falling in Reverse anuncia uma nova turnê, "Unplugged & Uncensored",  de outubro até novembro, passando por cidades da California, Nevada, Nova York, Pensilvânia, Massachusetts, Michigan e fechando em Illinois. Os ingressos estiveram à venda no dia 13, dia qual aconteceu um encontro da banda com os fãs, para tirar de fotos e um interativo perguntas e respostas. Uma parte das receitas da bilheteria foi para a fundação Living The Dream. Após isto, a banda também anuncia sua turnê para América Latina para o fim de novembro até janeiro de 2014, se iniciando em São Paulo, Brasil e terminando na Cidade do México, México.

### 2015: Just Like You
Just Like You é o terceiro álbum de estúdio da banda  Falling in Reverse. O álbum foi lançado pela Epitaph Records, em 24 de fevereiro de 2015,vários singles foram lançados para promover o albúm Just Like You,deles foram : "God, If You Are Above ..." Lançado em 15 de dezembro de 2014,"The Guillotine IV (The Final Chapter)" Lançado em 13 de janeiro de 2015,outro single foi "Stay Away" Lançado em 15 de fevereiro de 2015,"Sexy Drug" Lançado em 16 de fevereiro de 2015,e o último foi "Just Like You" Lançado em 24 de fevereiro de 2015 horas antes do lançamento do albúm.
No geral, o álbum recebeu críticas geralmente favoráveis, e foi muito mais bem recebido,do que o trabalho anterior da banda, Fashionably Late. Ele recebeu uma avaliação geral de 72/100 no Metacritic. Alguns críticos rotularam como melhor álbum da banda, outros também acrescentando que é o melhor trabalho que Ronnie Radke tem escrito.
Vários críticos da "Kerrang!"  revista de rock,criticam Just Like You dizendo : "Just Like You é um bom álbum, na medida em que contém muitos mais músicas boas do que ruins."  Com a revista dando a pontuação de 60/100 insatisfatória.

### 2015: Falling confirma a saida de Jacky Vicent da banda
Guitarrista Jacky Vincent  amigavelmente deixou a banda para se concentrar em sua carreira solo. Vincent jogado em todos os três esforços de corpo inteiro da banda: The Drug in Me Is You (2011), Fashionably Late (2013) and Just Like You (2015).
Uma declaração oficial da banda, revelou , pode ser lido abaixo.
"Falling In Reverse anunciou que Jacky Vincent está deixando a banda para se concentrar em sua carreira solo.''
Ronnie Radke disse: "Eu me lembro da primeira vez que encontrei Jacky, eu saí da prisão e ele estava esperando lá tão feliz. Mãos para baixo um dos maiores guitarristas de todos os tempos. E uma das pessoas mais genuínas que eu já conheci. Desejo-lhe nada, mas o melhor. Amo você Jacky ".
Jacky Vincent disse, "Eu não posso agradecer Ronnie, Derek e Ryan suficiente para os últimos 5 anos. Eu provavelmente nunca mais rir tão duro novamente em minha vida. Sinto-me orgulhoso de ter tocado com esses músicos brilhantes e eu vou perder turnê com eles enormemente. Sou eternamente grato por ter experimentado o que eu fiz em Falling in Reverse e me sinto muito feliz por ter vivido o que eu sonhei em fazer por tantos anos. Para os fãs, eu adorei conhecer todos vocês. Eu mantive como muitos como seus presentes e cartas quanto eu podia e tudo o que eles significam muito. Obrigada por tudo."
A separação é amigável e todas as partes estão em boas condições.
Todos os próximos shows vai continuar como programado atualmente.

### 2016:Coming Home
Em 6 de janeiro de 2016, em menos do aniversário de 1 ano de seu último álbum chamado "Just Like You" a banda anuncia que começaram a trabalhar com seu quarto álbum de estúdio afirmando que seria "Uma enorme curva para a esquerda. Parecendo nada do que já fizemos, cada canção é muito "vibey", há mais sentimentos nele do que um monte de metal.", O álbum ainda foi anunciado sem um título.
Coming Home é o quarto álbum da banda lançado ainda pela Epitaph em 7 de Abril de 2017.
O quarto Album da banda foi uma grande surpresa pros fãs porque apresentava uma tematica diferente dos outros 3 álbuns. Ao invésde ser um monte de metal pesado, simplesmente foi algo mais emotivo e relaxante sendo bem recebido pelos fãs
O album coming home Inclue no total 13 músicas, sendo 2 delas um "bonus track"  As quais são: "Right Now" e "Paparazzi"
Quando o album foi anunciado Radke disse o seguinte:
"Nós estamos nos desafiando agora mais do que nos ja nos desafiamos do jeito mais estranho possivel, porque você pensaria que escrever o solo ou mais louco seria a parte mais desafiadora. Mas o desafio mesmo é tentar aderir a um tema e nao ir em todo o lugar, como normalmente fariamos"
O primeiro single do álbum foi lançado dia 19 de dezembro, época em que ainda o álbum ainda não estava titulado. O single leva o mesmo nome do álbum "Coming Home". Em 20 de Janeiro de 2017 a banda anunciou que o álbum se chamaria coming home. No mesmo dia eles lançaram o single "loser" . O 3 Single Chamado "Broken" foi lançado dia 21 de Março e e dia 4 de abril elez lançaram o Clipe oficial de "Coming Home"
A Música Coming Home, em específico, foi escrita pelo Ronnie em Homenagem a sua filha Willow Grace Radke, filha dele Com a Modelo Crissy Henderson.
Ronnie relata que não tinha sido um pai muito presente na vida dela e então fez essa musica prometendo ser alguem mais presente pra ela.
Seu álbum Popular Monster foi eleito pela Loudwire como o 3º melhor álbum de rock de 2024.

## Integrantes
| Membros Atuais - Ronnie Radke – Vocais, piano (2008–presente); guitarra rítmica (2017) - Tyler Burgess - baixo, vocais de apoio (2018–presente), Guitarra Líder (2018) - Max Georgiev – Guitarra Solo vocais de apoio (2018–presente) - Johnny Mele-Bateria Vocal de apoio (2019- Presente) Membros de Excursão - Jonathan Wolfe – Baixo, vocais de apoio (2014–2015) - Chris Kamrada – Bateria (2017) - Michael Levine - Bateria (2017–2018) - Anthony Ghazel – Bateria (2018) | Ex-Membros - Mika Horiuchi — baixo, vocal de apoio (2011–2012) - Ron Ficarro — baixo, vocal de apoio (2012–2014) - Max Green — baixo, vocal de apoio (2014–2014) - Jacky Vincent — guitarra principal (2008-2015) - Ryan Seaman — bateria, vocal de apoio (2011–2017) - Christian Thompson — guitarra principal (2015-2018) - Brandon Richter — bateria (2018) - Derek Jones – guitarra base, vocais (2009–2020) † |

## Discografia

### Álbuns
- The Drug in Me Is You (2011)
- Fashionably Late (2013)
- Just Like You (2015)
- Coming Home (2017)
- Popular Monster (2024)

### EPs
- Listen Up! (2009)

### Singles
| Canção                  | Lançamento            | Álbum                 |
| ----------------------- | --------------------- | --------------------- |
| "Raised by Wolves"      | 1 de junho de 2011    | The Drug in Me Is You |
| "The Drug in Me Is You" | 28 de junho de 2011   | The Drug in Me Is You |
| "I'm Not A Vampire"     | 24 de outubro de 2011 | The Drug in Me Is You |
| "Good Girls, Bad Guys"  | 18 de junho de 2012   | The Drug in Me Is You |
| "Alone"                 | 7 de maio de 2013     | Fashionably Late      |
| "Fashionably Late"      | 21 de maio de 2013    | Fashionably Late      |
| "Born to Lead"          | 30 de maio de 2013    | Fashionably Late      |

### Videos musicais
| Titulo                         | Ano  | Diretor    |
| ------------------------------ | ---- | ---------- |
| "The Drug in Me Is You"        | 2011 | Zach Merck |
| "I'm Not a Vampire"            | 2011 | Zach Merck |
| "Raised by Wolves"             | 2012 | Drew Russ  |
| "Good Girls, Bad Guys"         | 2012 | Zach Merck |
| "Alone"                        | 2013 |            |
| "Bad Girls Club"               | 2013 |            |
| "Lose My Mind"                 | 2018 |            |
| "Lose My Life"                 | 2018 |            |
| "Drugs"                        | 2019 |            |
| "Popular Monster"              | 2019 |            |
| "The Drug In Me Is Reimagined" | 2020 |            |

## Prêmios e indicações
| Ano  | Trabalho Indicado     | Award                                                | Resultado | Notas  |
| ---- | --------------------- | ---------------------------------------------------- | --------- | ------ |
| 2011 | Falling in Reverse    | Alternative Press: Band of the Year Award            | Indicado  | [ 42 ] |
| 2011 | I'm Not a Vampire     | Loudwire Magazine's Cagematch Hall of Fame Award     | Venceu    | [ 43 ] |
| 2011 | I'm Not a Vampire     | Revolver Magazine's The 10 Best Music Videos of 2011 | Venceu    | [ 44 ] |
| 2011 | The Drug in Me Is You | Revolver Magazine's The 5 Best Songs of 2011         | Venceu    | [ 45 ] |
| 2012 | The Drug In Me Is You | Kerrang! Awards 2012 Best Single                     | Indicado  | [ 46 ] |
| 2012 | Falling in Reverse    | Kerrang! Awards 2012 Best International Newcomer     | Venceu    | [ 46 ] |
| 2013 | Fashionably Late      | Revolver Magazine's Album of the Week                | Venceu    | [ 47 ] |

## Ligações Externas
- Website oficial
- Twitter oficial